# Oostenrijks honkbalteam

De Oostenrijkse vlag.

Het Oostenrijks honkbalteam is het nationale honkbalteam van Oostenrijk. Het team vertegenwoordigt Oostenrijk tijdens internationale wedstrijden.
Het Oostenrijks honkbalteam sloot zich in 1983 aan bij de Europese Honkbalfederatie (CEB), de continentale bond voor Europa van de IBAF.

## Kampioenschappen

### Europees kampioenschap
Oostenrijk nam vier keer deel aan het Europees kampioenschap honkbal. De beste prestatie was een tiende plaats.
| Editie    | 2007 | 2019 | 2021 | 2023 |
| Prestatie | 11e  | 10e  | 11e  | 15e  |